# Messier 62
Messier 62 (também conhecido como NGC 6266 ou M62) é um aglomerado globular localizado na constelação de Ophiuchus a 22 500 anos-luz da Terra. Foi descoberto por Charles Messier em 1771. Possui um raio de 50 anos-luz e uma dimensão aparente de 15 minutos de arco.
Devido à sua distância do centro da galáxia (apenas 6 100 anos-luz), Messier 62 é um dos aglomerados globulares com a forma mais irregular.
Na década de 1970 descobriu-se que Messier 62 possui um alto número de 89 estrelas variáveis, a maioria do tipo RR Lyrae.

## Descoberta e visualização

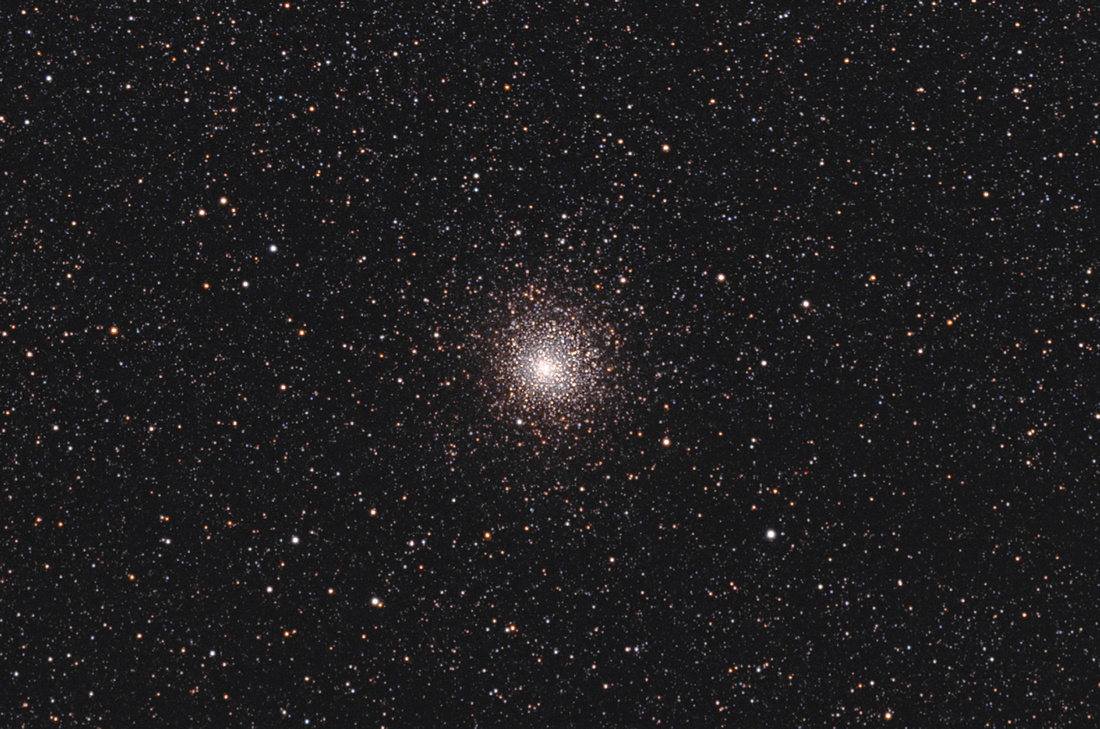
Messier 62, Hunter Wilson

O aglomerado globular foi descoberto pelo astrônomo francês Charles Messier em 7 de junho de 1771, embora ele tenha tomado sua posição na esfera celeste apenas em 4 de junho de 1779, quando listou em seu catálogo. William Herschel, descobridor de Urano, foi o primeiro a resolver suas estrelas mais brilhantes.

## Características
É um dos aglomerados globulares mais irregulares que se conhece. Sua deformação, relatada primeiramente por Herschel, é o resultado das forças de maré do núcleo da Via-Láctea; o aglomerado está apenas 6 100 anos-luz do centro galáctico, um dos aglomerados globulares do catálogo Messier mais próximos da região central da Via-Láctea.
Está a uma distância de 22 500 anos-luz em relação à Terra, e seu diâmetro aparente de 15 minutos de grau, metade do diâmetro aparente da Lua Cheia, corresponde a um diâmetro real de 100 anos-luz.
Contém 89 estrelas variáveis conhecidas, a maior parte variáveis RR Lyrae. Seu núcleo é extremamente denso;possívelmente o núcleo sofreu no passado um colapso de núcleo, de modo semelhante ao encontrado nos aglomerados Messier 15, Messier 30 e Messier 70. Contém vários binários de raios X, consequência da alta densidade estelar de seu núcleo; tais binários de raios-X são consequência de quase-colisões entre estrelas.

## Galeria

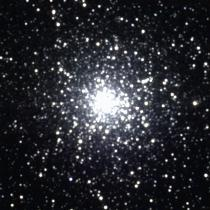
Messier 62, projeto 2MASS
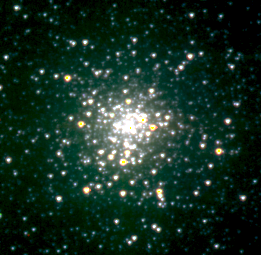
Messier 62, Telescópio Espacial Spitzer